# Oblast' autonoma di Karačaj-Circassia
L''oblast' autonoma di Karačaj-Circassia (in russo Карачаево-Черкесская автономная область?, Karačaevo-Čerkesskaja avtonomaja oblast) era un'oblast' autonoma dell'Unione Sovietica creata il 12 gennaio 1922. L'oblast fu costituita per i popoli circassi e carachi. La regione fu sciolta nel 1926, per formare due entità distinte: l'oblast' autonoma di Karačaj e l'oblast' autonoma di Circassia. L'oblast' autonoma di Karachay fu sciolta nel 1943, quando i carachi furono esiliati in Asia centrale per la loro presunta collaborazione con i tedeschi. Nel 1957, al loro ritorno, fu ricreata nuovamente l'oblast autonoma di Karačaj-Circassia. Durante questo periodo, parte del territorio fu incorporata nella RSS Georgiana. Nel 1991, con la dissoluzione dell'URSS, divenne la Repubblica di Karačaj-Circassia, all'interno della Federazione Russa.